# عبسان الجديدة
عبسان الجديدة هي بلدة فلسطينية تقع إلى الجنوب الغربي من مدينة غزة وإلى الجنوب الشرقي من مدينة خانيونس وتبعد عنها 4كم، ترتفع 75م عن سطح البحر، يصلها طريق محلي معبد يربطها بقريتي بني سهيلا وخزاعة، ويمر فيها طريق رئيسي يربطها بمنطقة بئر السبع عن طريق العمارة، اقيمت عبسان قبل أكثر من الف سنة فوق رقعة منبسطة في الجنوب الغربي لمدينة غزة، حيث تتقدم تلال النقب نحو السهل الساحلي الجنوبي، وهي قسمان عبسان الصغيرة في الشمال وعبسان الكبيرة في الجنوب ويلتحم القسمان بفعل التمدد العمراني. تقدر مساحة الأراضي التابعة لها حوالي 14375 دونماً تزرع فيها الحبوب واللوز والبطيخ والشمام.تعتمد الزراعة على مياه الأمطار التي تهطل بكميات متوسطة.قدر عدد سكانها عام 1922 حوالي 695 نسمة، وعام 1945 حوالي (2230) نسمة، اما في عام 1967بلغ عدد سكان عبسان الكبيرة (4740) نسمة، وعبسان الصغيرة (1481) نسمة، ويقدر عدد سكان عبسان عام 1982 (8000) نسمة، وفي عام 1997 قدر عدد سكان عبسان الكبيرة (13378)نسمة، وعبسان الصغيرة (3962) نسمة. يعمل السكان في الزراعة، والتجارة والصناعة ويصنع في البلدة البسط واغطية الرأس والمطرزات، وفيها ثلاث مساجد ومدارس ابتدائية واعدادية للبنين والبنات تعتمد هذه القرية على مدينة خانيونس كمركز خدمات رئيسي وكمركز تجاري في المنطقة. * يوجد في عبسان الكبيرة موقع أثري يعرف باسم موقع عبسان البيزنطي الإسلامي.